# Dietrich Thurau
Dietrich Thurau (Frankfurt, 9 de novembro de 1954) é um desportista alemão que competiu para a RFA em ciclismo nas modalidades de estrada e pista.
Em estrada obteve triunfos de etapa nas três Grandes Voltas, além de boas classificações na classificação geral. Na Volta a Espanha de 1976 terminou quarto, além de ganhar cinco etapas; no Tour de France de 1977 foi quinto, ganhando cinco etapas, e no Giro d'Italia de 1983 finalizou quinto na geral. Também obteve duas medalhas de prata no Campeonato Mundial de Ciclismo em Estrada, nos anos 1977 e 1979.
Em pista ganhou uma medalha de ouro no Campeonato Mundial de Ciclismo em Pista de 1974, na prova de perseguição por equipas.

## Palmarés
| 1974 - Volta à Colónia 1975 - Campeonato da Alemanha em Estrada - Tour de l'Oise - G. P. de Fourmies 1976 - Campeonato da Alemanha em Estrada - Campeonato da Alemanha Contrarrelógio - 5 etapas da Volta a Espanha, mais classificação por pontos - 1 etapa da Volta à Suíça 1977 - Volta a Andaluzia, mais 8 etapas - 2º no Campeonato Mundial em Estrada - 5 etapas do Tour de France, mais classificação dos jovens - E3-Prijs Harelbeke - GP Kanton Aargau - 1º no Acht van Chaam | 1978 - Campeonato de Zurique - 2 etapas do Giro d'Italia - 1 etapa da Volta à Suíça - Étoile de Bessèges - Scheldeprijs Vlaanderen 1979 - Lièje-Bastogne-Lièje - Volta à Alemanha - Volta à Andaluzia, mais 2 etapas - 2º no Campeonato Mundial em Estrada - 1 etapa do Tour de France - 1 etapa da Paris-Nice 1980 - 3º no Campeonato da Alemanha em Estrada 1987 - 1 etapa da Volta à Suíça |

## Resultados nas grandes voltas
| Corrida         | 1976 | 1977 | 1978 | 1979 | 1980 | 1981 | 1982 | 1983 | 1984 | 1985 | 1986 | 1987 |
| --------------- | ---- | ---- | ---- | ---- | ---- | ---- | ---- | ---- | ---- | ---- | ---- | ---- |
| Giro d'Italia   | -    | -    | Ab.  | -    | -    | 14º  | Ab.  | 5º   | -    | -    | 18º  | 52º  |
| Tour de France  | -    | 5º   | -    | 10º  | Ab.  | -    | Ab.  | -    | -    | Ab.  | -    | Ab.  |
| Volta a Espanha | 4º   | -    | -    | -    | -    | -    | -    | -    | -    | -    | -    | -    |

## Palmarés em pista
| 1974 - Campeonato do mundo de perseguição por equipas amadoras, com Günther Schumacher, Peter Vonhof, Hans Lutz) 1975 - Campeonato da Alemanha de perseguição - Seis dias de Berlim (com Patrick Sercu) 1976 - Campeonato da Alemanha de perseguição - Seis dias de Berlim (com Günter Haritz) - Seis dias de Frankfurt (com Günter Haritz) '1977 - Seis dias de Frankfurt (com Jürgen Tschan) - Seis dias de Dortmund (com Jürgen Tschan) 1978 - Seis dias de Berlim (com Patrick Sercu) - Seis dias de Frankfurt (com Patrick Sercu) - Seis dias de Grenoble (com Patrick Sercu) 1979 - Campeonato da Europa de Derny - Seis dias de Berlim (amb Patrick Sercu) - Seis dias de Dortmund (amb Patrick Sercu) - Seis dias de Munique (amb Patrick Sercu) 1980 - Campeonato da Europa de Derny 1981 - Seis dias de Berlim (com Gregor Braun) - Seis dias de Frankfurt (com Gregor Braun) - Seis dias de Zurique (com Albert Fritz) | 1982 - Campeonato de Alemanha de madison (com Albert Fritz) 1983 - Seis dias de Frankfurt (com Albert Fritz) - Seis dias de Colónia (com Albert Fritz) - Seis dias de Maastricht (com Albert Fritz) 1984 - Seis dias de Bremen (com Albert Fritz) - Seis dias de Copenhague (com Albert Fritz) 1985 - Seis dias de Colónia (com Danny Clark) 1986 - Seis dias de Bremen (com Josef Kristen) - Seis dias de Munique (com Danny Clark) - Seis dias de Maastricht (com René Pijnen) 1987 - Seis dias de Berlim (com Urs Freuler) - Seis dias de Munique (com Urs Freuler) - Seis dias de Zurique (com Urs Freuler) - Seis dias de Colónia (com René Pijnen) - Seis dias de Bremen (com Danny Clark) 1988 - Seis dias de Stuttgart (com Roman Hermann) |